# Блонский, Кирилл Иванович
Кири́лл Ива́нович Блонский (1803, Уторопы, Королевство Галиции и Лодомерии, Габсбургская монархия — 30 июня 1852, Шешоры или 1 июля 1852, Пистынь, Австрийская империя (ныне село в Косовском районе Ивано-Франковской области Украины)) — греко-католический священник, активный деятель галицкого культурного возрождения. Собирал народные песни Станиславщины, работал над украинской грамматикой, писал стихи. В 1848 году — депутат австрийского сейма.
Отец писателя Тита Блонского (1830—1900).

## Биография

### Пастырская работа
Рукоположен в 1828 году. Служил священником в Товмаче (ныне Тлумач), в Быткове (до 1841 г.) и Шешорах (1841—1852 гг.), в 1844—1845 годах занимал приход в Пистинах.

### Просветительская и литературная деятельность
Учился во Львовском и Венском университетах (поступил в 1824 г. на богословский факультет)). В 1820-х годах собирал фольклор и материалы для словаря народного языка, его записи украинских народных песен использованы в сборнике «Песни польские и русские галицкого народа» Вацлава Залеского (1833 г.). Поддерживал связи с «Русской троицей». Переводил на русинский (украинский) оды Горация, произведения Гёте.
Основал сельские народные школы в Быткове, Шешорах и Прокураве, составил украинский учебник для сельских школ (1848).
В 1848 году — депутат австрийского парламента.
В Вене подготовил к публикации «Энеиду» Ивана Котляревского со вступительной статьёй Якова Головацкого (ввиду с внезапным отъездом Блонского из столицы (в связи с роспуском парламента) поэма не была напечатана).